# Rocky V
Rocky V este un film american din 1990 regizat de John G. Avildsen. În rolurile principale interpretează actorii  Sylvester Stallone, Talia Shire, Burt Young, Sage Stallone.

## Prezentare
Rocky se întoarce din Rusia și află că a suferit traume grave la creier și drept urmare se pensionează. Contabilul lui Rocky îl lasă pe acesta lefter, fiind nevoit să-și vândă casa și să se întoarcă în imobilul din vechiul cartier împreună cu familia. Un tânăr talentat dar novice, Tommy Gunn, își dorește și este în cele din urmă antrenat de Rocky, care între timp își neglijează fiul. George Washington Duke îl convinge să se bată cu Rocky ca să devină un adevărat campion. Rocky refuză, dar Gunn sare la bătaie, totul petrecându-se pe stradă. Rocky reușește să-l învingă și să se împace cu fiul său.

## Actori
- Sylvester Stallone – Rocky Balboa
- Talia Shire – Adrian Balboa
- Burt Young – Paulie Pennino
- Sage Stallone – Robert Balboa[3]
- Tommy Morrison – Tommy Gunn[4]
- Richard Gant – George Washington Duke
- Tony Burton – Tony "Duke" Evers
- Burgess Meredith – Mickey Goldmill
- Michael Williams (III) – Union Cane